# Tris(dibenzylidenaceton)dipalladium(0)
Tris(dibenzylidenaceton)dipalladium(0) (zkráceně Pd2(dba)3) je organická sloučenina palladia, jeho komplex s dibenzylidenacetonem (dba). Tato látka je mírně rozpustná v organických rozpouštědlech. Jelikož mohou být dba ligandy snadno odstraněny, tak se tento komplex používá jako homogenní katalyzátor v organické syntéze.

## Příprava a struktura

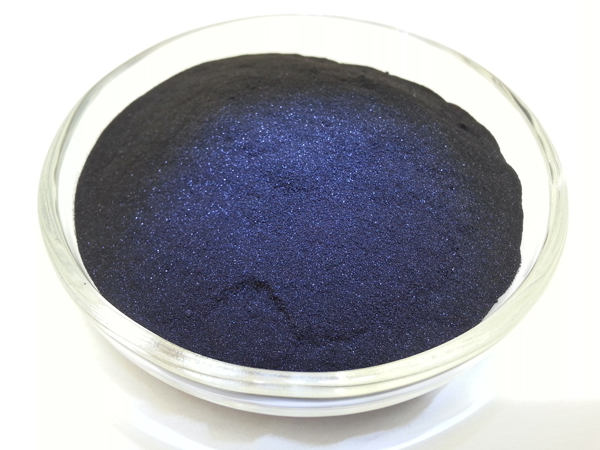
Pd_{2}(dba)_{3}

Tato látka byla poprvé připravena roku 1970, získává se reakcí dibenzylidenacetonu a tetrachlorpalladnatanu sodného (Na2PdCl4). Jelikož se obvykle rekrystalizuje z chloroformu, je často dodáván jako adukt [Pd2(dba)3·CHCl3]. Čistota vzorků se může lišit.
V [Pd2(dba)3] jsou atomy Pd od sebe vzdáleny 320 pm, ovšem jsou spojeny molekulami dba. Pd(0) centra jsou navázána na alkenové části dba ligandů.

## Použití
[Pd2(dba)3] se používá jako zdroj rozpustného palladia s oxidačním číslem 0, zejména jako katalyzátoru různých reakcí.
Podobné Pd(0) komplexy jsou [Pd(dba)2] a tetrakis(trifenylfosfin)palladium(0).